# بغنونية ترسية
بغنونية ترسية (الاسم العلمي: Bignonia peltata) هو نوع من النباتات يتبع جنس البغنونية من الفصيلة البنيونية.